# Tweede Slag bij Petersburg
De Tweede Slag bij Petersburg vond plaats tussen 15 juni en 18 juni 1864 nabij Petersburg, Virginia tijdens de Amerikaanse Burgeroorlog. Deze slag is ook gekend als de Aanval op Petersburg. De Noordelijke strijdkrachten onder leiding van luitenant-generaal Ulysses S. Grant probeerden via een stormaanval Petersburg in te nemen voor de Zuidelijken met generaal Robert E. Lee de nodige versterkingen konden aanvoeren.
Tijdens de vier dagen voerden de Noordelijken verschillende aanvallen uit op de numeriek kleinere Zuidelijke eenheden onder leiding van generaal P.G.T. Beauregard. De sterke defensieve Zuidelijke stellingen en het geklungel van voornamelijk generaal-majoor William F. "Baldy" Smith op 15 juni, zorgden ervoor dat de numeriek sterkere Noordelijke eenheden niet doorbraken. Tegen 18 juni arriveerde Lee met versterkingen waardoor nieuwe Noordelijke aanvallen ontuitvoerbaar werden. De mislukte Noordelijke aanval op de stad zou resulteren in een tien maanden durende stellingenoorlog bij Petersburg en Richmond.

## Achtergrond
De Eerste Slag bij Petersburg vond plaats op 9 juni 1864 toen de Noordelijke generaal-majoor Benjamin Butler met 4.500 soldaten vanuit Bermuda Hundred een aanval uitvoerde op de Dimmocklinie bij Petersburg. De Zuidelijken onder leiding van generaal P.G.T. Beauregard telden slechts 2.500 soldaten waaronder veel tieners of oudere mannen.
Door het aarzelend leiderschap van de Noordelijke generaal Quincy A. Gillmore en brigadegeneraal August Kautz leidde deze aanval tot niets. Butlers soldaten keerden terug naar hun eigen linies in Bermuda Hundred.
Na de Slag bij Cold Harbor in juni 1864 slaagde het Noordelijke Army of the Potomac onder leiding van George G. Meade en Ulysses S. Grant om ongemerkt te vertrekken en de James over te steken. Hoewel de eerste doelstelling van Grant de vernietiging van het Zuidelijke Army of Northern Virginia was, veranderde hij zijn doel naar de inname an Petersburg. Dit was een belangrijk spoorwegenknooppunt die de nodige voorraden naar Richmond en het Zuidelijke leger kon brengen. Grant wist dat Lee niet genoeg soldaten had om zowel Petersburg als Richmond goed te verdedigen. Hij wist ook dat de Zuidelijke stellingen bij Petersburg verschillende zwakke punten had. Daarom was snelheid van het grootste belang in Grants nieuwe plan. Grant diende zo snel mogelijk Petersburg in te nemen voor Lee de nodige versterkingen kon sturen. Lee kreeg pas zicht op de Noordelijke manoeuvres op 18 juni toen hij besefte dat Petersburg en niet Richmond het doel was van de Noordelijke legers.
Onbegrijpbaar voor velen koos Grant het Army of the James van Butler, die geen al te beste reputatie had, om Petersburg in te nemen. Hij diende op 14 juni het Noordelijke XVIII Corps van brigadegeneraal William F. "Baldy" Smith
te versterken. Ook de cavaleriedivisie van Kautz diende zich opnieuw aan te melden. Hierdoor kwam de totale sterkte op ongeveer 16.000 soldaten. Ze dienden dezelfde marsroute te volgen zoals die op 9 juni werd gevolgd. Het II Corps onder leiding van generaal-majoor Winfield S. Hancock diende Smith te volgen.
De Zuidelijke Dimmocklinie was een sterke reeks van aarden borstweringen, artilleriestellingen en loopgraven die 16 km lang was. Het beschermde Petersburg en liep van de Appomattox ten oosten en ten westen van de stad. Beauregard had onvoldoende soldaten om alles te bemannen. Daarom concentreerde hij 2.200 soldaten onder leiding van brigadegeneraal Henry A. Wise in de noordoostelijke sector tussen Redan 1 bij de rivier en Redan 23 bij de Norfolk and Petersburg Spoorweg. Zelfs nu lag er ongeveer 3 m ruimte tussen iedere Zuidelijke soldaat. De andere 3.200 soldaten van Beauregard lagen tegenover Butlers leger bij Bermuda Hundred.

## De slag

### 15 juni

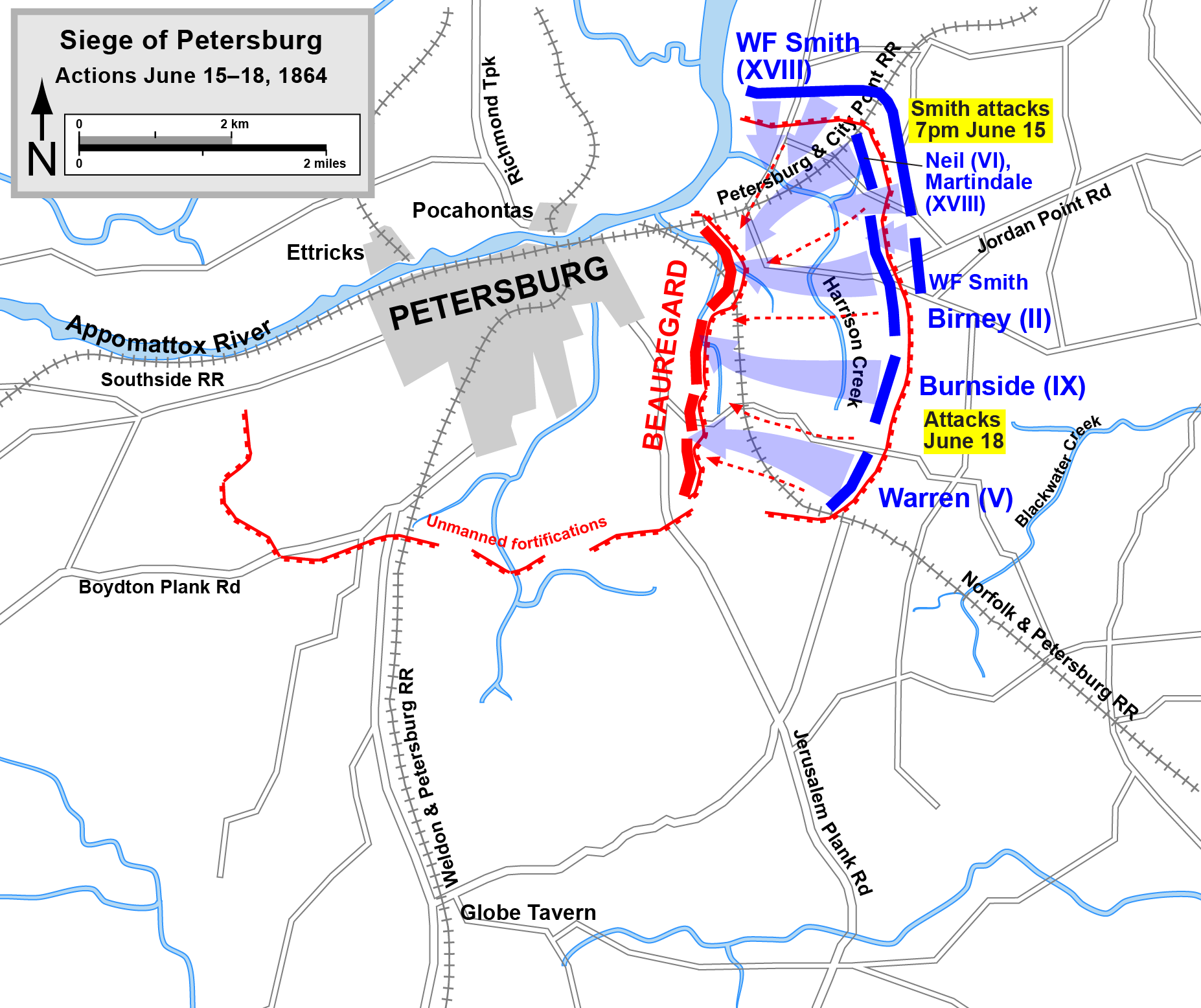
Beleg van Petersburg: de aanvallen tussen 15 en 18 juni 1864

Kort na het ochtendgloren op 15 juni stak Baldy Smith en zijn soldaten de Appomattox over. Zijn strijdmacht bestond uit de divisies van de brigadegeneraals William T. H. Brooks, John H. Martindale en Edward W. Hinks en de cavaleriedivisie van brigadegeneraal August Kautz. De overzetboten zetten de verschillende divisies ad randum aan de overkant van de rivier. Dit zorgde voor extra vertraging om alle divisies opnieuw georganiseerd te krijgen. Kautz’ cavalerie vormde de voorhoede. Brooks en Martindale dienden via de City Point Spoorweg te marcheren. Hinks rukte op via de Jordan Point Road.
Ook na de overtocht over de rivier volgden nog vertragingen. De cavalerie botste op de een versterking bij Baylor’s farm ten noordoosten van Petersburg. Hinks’ soldaten voerden twee aanvallen uit en veroverden een kanon. De algemene opmars werd hierdoor vertraagd tot in de late namiddag. Smith liet verkenners uitsturen om de sterkte van de vijandelijk Dimmocklinie in te schatten. Zijn aanval werd opnieuw vertraagd toen de bevelhebber van de artillerie alle paarden tegelijkertijd liet drinken waardoor de artillerie pas tegen 19.00u kon opgesteld worden. Ondertussen bereikte Kautz tegen de middag de spoorweg bij redan 20 op de rechterflank van de Zuidelijke slaglinie. 600 Zuidelijken onder leiding van brigadegeneraal James Dearing vuurden met hun artillerie op de Noordelijken. Kautz naderde tot op 500 m van de Zuidelijken. Omdat hij, net zoals op 9 juli, geen activiteit waarnam uit Smiths richting trok hij zich terug.
Toen Smith uiteindelijk tot de aanval overging, veroverden zijn scherpschutters de borstweringen over een lengte van 5,6 km. De batterijen 3,5 en 11 vielen in Noordelijke handen. De Zuidelijken trokken zich terug naar de zwakkere linie langs Harrison’s Creek. Ondanks dit succes en een vrijwel onverdedigde vijandelijke stad binnen zijn handbereik besliste Smith om verdere aanvallen te staken tot de volgende dag. Ondertussen was Hancock op Smiths hoofdkwartier aangekomen. Hancock, die doorging als een vastberaden generaal, twijfelde over zijn orders en de opstelling van de vijand. Daarom steunde hij Smith in zijn beslissing. Smiths beslissingen op 15 juni zouden zijn laatste zijn in een gevechtssituatie. Butler beschuldigde Smith van “talmen”. De ruzie bereikte de oren van Grant. Hoewel Grant van plan was om Bulter te vervangen door Smith als bevelhebber van de Army of the James, besliste Grant toch om Bulter te houden en Smith naar New York te sturen waar de laatste diende te wachten op nieuwe orders. Deze orders zouden echter nooit verstuurd worden.
Beauregard schreef later dat Petersburg op dit moment voor het grijpen lag voor de Noordelijken. Hij gebruikte ten volle de extra tijd. Omdat hij geen nieuws ontving uit Richmond besliste Beauregard op eigen verantwoordelijkheid om de Howlett linie bij Bermuda Hundred te verlaten. Zo konden de divisies van de generaals-majoor Robert Hoke en Bushrod Johnson naar Petersburg oprukken om de Zuidelijke stellingen te versterken. Butler kon op dit moment zijn leger tussen Petersburg en Richmond manoeuvreren. Maar opnieuw ondernam Butler niets.

### 16 juni
Tegen de ochtend van 16 juni had Beauregard ongeveer 14.000 soldaten samengebracht in de defensieve linies voor Petersburg. Dit was echter niets vergeleken met de 50.000 soldaten die de Noordelijken nu tot hun beschikking hadden. Grant was gearriveerd met het IX Corps van generaal-majoor Ambrose Burnside. Stelde de zaken op orde en liet verkenners uitsturen om de zwakke punten in de vijandelijke linie te vinden. Hancock, tijdelijk bevelhebber van het Army of the Potomac tot generaal-majoor George G. Meade zou arriveren, stelde Smiths XVIII Corps op de rechterflank, zijn eigen II Corps in het centrum en Burnsides IX Corps op de linkerflank op.
Hancocks aanval begon om 17.30u met de drie korpsen gelijktijdig. Beauregards soldaten vochten onafgebroken. Ze bouwden nieuwe borstweringen op plaatsen waar de vijand op het punt van doorbreken stond. Toen Meade arriveerde, werd een tweede aanval bevolen. Brigadegeneraal Francis C. Barlow viel met zijn divisie de Redans 13, 14 en 15 aan. Zuidelijke artillerie vuurde onophoudelijk en maakte veel slachtoffers onder de aanvallers. Een van de gesneuvelden was kolonel Patrick Kelly van de Irish Brigade. Barlows soldaten veroverden hun doelen maar werden snel verjaagd na een Zuidelijke tegenaanval. De overlevenden groeven zich in dicht bij de Zuidelijke stellingen.

### 17 juni
Op die dag vonder er verschillende ongecoördineerde Noordelijke aanvalle plaats. Bij het ochtendgloren voerden, op de Noordelijke linkerflank, twee brigades van Burnsides korps onder leiding van brigadegeneraal Robert B. Potter de vijandelijke stellingen aan. Ze veroverden meer dan een km aan Zuidelijke stellingen en namen ongeveer 600 krijgsgevangenen. De aanval stokte toen ze op een nieuwe Zuidelijke linie botsten en de Zuidelijke artillerie hun flanken onder vuur namen.
Om 14.00u voerde het IX Corps een nieuwe aanval uit aangevoerd door de brigade van John F. Hartranft. Ook deze aanval kwam onder zwaar vijandelijke vuur te liggen. Ook de avondlijke aanval van brigadegeneraal James H. Ledlie mislukte.
Tijdens de 17de juni hadden Beauregards genisten een nieuwe defensieve linie aangelegd op 1,5 km ten westen van de Dimmocklinie. Het liep van Taylor’s Branch naar de Appomattox. Tijdens de late avond trokken de Zuidelijken zich terug naar hun nieuwe stellingen. Beauregard had nog altijd geen hulp ontvangen van de onwrikbare Lee. Het was pas toen zijn zoon generaal-majoor W.H.F. "Rooney" Lee de Noordelijke bewegingen had geverifieerd dat Lee de kwetsbare positie van Petersburg onderkende. Lee stuurde onmiddellijk twee (uitgeputte) divisies naar Petersburg. Ze vertrokkenom 03.00u op 18 juni.

### 18 juni
Toen de twee divisies van Lee, aangevoerd door generaal-majoor Jospeh B. Kershaw en Charles W. Field, Petersburg bereikten, telde het leger van Beauregard nu 20.000 soldaten.
Grant had echter niet stil gezeten. Het Noordelijke leger was versterkt met het V Corps van generaal-majoor Gouverneur K. Warren. Er waren nu 67.000 Noordelijke soldaten inzetbaar. De eerste Noordelijke aanval begon bij het ochtendgloren toen het II en XVIII Corps op de Noordelijke rechterflank oprukten. Hancock had last van zijn wonde opgelopen tijdens de Slag bij Gettysburg en gaf het bevel van het II Corps door aan generaal-majoor David B. Birney. De Noordelijken waren verrast door hun vlotte opmars tot ze zich realiseerden dat de Zuidelijken nieuwe stellingen hadden ingenomen. Toen ze op de nieuwe vijandelijke slaglinie botsten, stokte de aanval onmiddellijk. Het korps leed zware verliezen door Zuidelijke vuur.
Tegen de middag arriveerden het IX en V Corps, die een langere afstand dienden te overbruggen, om het II Corps te steunen. Generaal-majoor Orlando B. Willcox’ divisie van het IX Corps hernieuwde de aanval. Ze leden aanzienlijke verliezen in het moerassig gebied en de open velden rond Taylor’s Branch. Willcox’ divisie verscheen voor de Zuidelijke stellingen met slechts 1.000 soldaten. Warrens korps werd gestopt door moordend vuur vanuit Rives’s Salient (of batterij 27). Tijdens een aanval raakte kolonel Joshua Lawrence Chamberlain, bevelhebber van de eerste brigade, eerste divisie, V Corps, zwaar gewond. Om 18.30u liet Meade zijn soldaten nog een laatste keer aanvallen. Ook deze mislukte met zware verliezen tot gevolg.

## Gevolgen
Na vieren van aanvallen hadden de Noordelijken niets bereikt. De Noordelijken groeven zich in. Ze verloren 11.386 soldaten waarvan 1.688 doden, 8.513 gewonden en 1.185 vermisten of gevangen. De Zuidelijken verloren 4.000 manschappen waarvan 200 doden, 2.900 gewonden en 900 vermisten of gevangen. Grant had zijn kans om Petersburg op een snelle manier in te nemen verspeeld. Lee, die tegen de middag van 18 juni arriveerde kon niet voorkomen dat de Noordelijken zich ingroeven. De stellingenoorlog zou nog duren tot in april 1865.

## Aanbevolen lectuur
- Trudeau, Noah Andre. The Last Citadel: Petersburg, Virginia, June 1864 – April 1865. Baton Rouge: Louisiana State University Press, 1991. ISBN 0-8071-1861-3.